# Калдрма
Калдрма је врста застора од камена којим се поплочавају улице, путеви или плочници. Некада се израз „калдрма” користи и за сам материјал, односно камен којим се поплочава. Користила се од давнина, када није било других материјала, да би се осигурао саобраћај у периоду киша када путеви, због блата, постају непроходни.
Занатлија који поставља калдрму зове се калдрмџија или тарацар.

## Етимологија
Реч „калдрма” потиче из грчког језика (кalós drómos — леп пут) У српски језик ушла је као турцизам (kaldırım).

## Историја
Ову технику поплочавања осмислили су још антички народи. У Риму се још увек налазе остаци Апијског пута (Via Appia), поплочаног лепо уклопљеним блоковима лаве на темељима од тешког камена.
У Србију је појам „калдрма” дошао са Османлијама. Турци су путеве поплочавали округлим или шиљатим каменом набијеним у песак. На овај начин поплочавали су једино важне улице у градовима, док су остале биле и даље земљане. За то време у Европи се масовно користила и камена коцка, која је у Београд дошла са аустријским освајањима.
У Београду је калдрма пре Другог светског рата била заступљена на периферијским улицама и приступним путевима. Њена изградња и поправка била је јефтинија, а задовољавала је тадашње потребе. До 1911. године Београд је имао само турску калдрму од ломљеног камена, нешто калдрме од полуобрађеног камена, а у понеким главним улицама од камених полукоцака или коцака, све на подлози од песка или шљаке. Низови облутака и не баш тако равног ломљеног или тесаног камена, уграђивани су у подлогу тако да по улицама није било блата. Техника калдрмисања улица каменим коцкама у Београд је дошла са аустријским освајањима.

## Калдрмџија
Калдрмџија је мајстор који поставља калдрму. При калдрмисању овај мајстор ради све – од припреме земљишта до постављања камена. Калдрмисање није једноставан занат. Прве калдрмџије у Србији се појављују са почетком урбанизације насеља, када се јавила потреба за квалитетним путевима. Калдрмџијски еснаф је традиционално је славио славу Свети Тома, која се слави 19. октобра.
У савременом добу, с појавом нових материјала и савремених технологија, калдрмџијски занат готово да је заборављен. Данас се калдрмом поплочавају само улице и тргови у историјским језгрима градова, којима се жели очувати аутентичан изглед.

### Техника калдрмисања
При распоређивању камена мора се обратити пажња на нагиб терена и облик површине која се покрива. Калдрмџија прво припрема подлогу, која може бити земљана или се пре камена као подлога поставља песак, макадам или цемент. На припремљеној подлози затим обележава нацрт помоћу кочића и канапа. Врхови кочића означавају будући ниво калдрмисане површине, а канапом се одређује распоред камења.
Стрпљиво ударајући чекићем и ручним набијачем, калдрмџија поставља камење, комад по комад, а простор између њих попуњава песком или цементом. Понекад може и да га само добро набије у тло набијачем, што се после налива непропустљивим слојем асфалта.
Квалитет калдрме зависи од врсте камена који се користи, облик и величина појединих каменова, њихов међусобни размак, као и начин ређања. Камен који се користи мора бити довољно чврст и не сме се лако крунити или глачати под покретним теретом. Застор од ситнијих каменова је дуготрајнији, јер се код великих камених плоча ивице брзо оштете, као и сама површина, па оне постају неравне и заобљене. С друге стране, обрада ситнијих каменова далеко је скупља.
Трајност и квалитет застора такође зависи и од дебљине подлоге. Ако је тај слој танак каменови се брзо расклимају, па између њих пролази вода. Земља испод подлоге због тога се брзо раскваси, омекша и долази до неравномерног слегања, због чега и површина саме улице постаје неравна. Да би се ово избегло, покушало се постављање калдрме на водонепропусну подлогу од бетона, што се показало непрактичним. При проласку тешких возила вибрације се са површине преносе на бетонску подлогу, а преко ње ка околним зградама, што доводи до потреса. Осим тога и сам камен брзо пропада, притиснут с доње стране чврстом подлогом, а са горње тешким возилима. Да би се ово избегло између бетонске подлоге и камена поставља се слој песка.

### Врсте калдрме
Камен који се користи за поплочавање улица може бити необрађен или обрађен. 
- Уобичајени назив за застор од необрађеног камена у српском језику је турска калдрма.
- Када се калдрма израђује од тесаног камена, оно може бити мање или више правилно обрађено у облику паралелопипеда, коцке или зарубљене пирамиде.

Осим од природног камена, калдрма се може правити и од других материјала: вештачког камена и цигала, асфалта и асфалтних плоча, дрвених коцки и облица, бетона, гвоздених плоча или различитог рециклажног материјала.
Постоје разни начини калдрмисања: 
- полукружно
- дијагонално
- лепезасто
- кружно
- зракасто[9]